# VfR Friesenheim
Der VfR Friesenheim ist ein Fußballverein in Friesenheim, einem Stadtteil von Ludwigshafen im Bundesland Rheinland-Pfalz. Der Verein spielte einige Jahre in der früher drittklassigen 1. Amateurliga Südwest.

## Geschichte

### Anfangszeit bis 1945
Der Verein wurde im Jahr 1905 unter dem Namen Britania gegründet. 1919 fusionierte man dann mit der Germania 06 zum VfR Friesenheim. Eine weitere Fusion folgte dann 1928 mit dem Union 07 zum dann neu genannten ASV Friesenheim. 1938 folgte dann eine Zwangsfusion aller Ludwigshafener Sportvereine, demzufolge wurde aus dem ASV, dem TV Friesenheim, der TG Friesenheim, dem Radfahrverein und dem Ringerverein der nun VfL Friesenheim genannte Verein. Ab September 1943 bildete der Verein dann zusammen mit dem BSC Oppau und der TSG Ludwigshafen die Kriegsspielgemeinschaft Ludwigshafen. In der gleichen Saison spielte die Gemeinschaft dann auch in der Gauliga Westmark und belegte am Ende der Saison dann dort den 7. Platz. Nach dem Erliegen des Spielbetriebs durch das Ende des Zweiten Weltkriegs wurde dann 1945 eine Spielgemeinschaft unter dem Namen VfR Friesenheim gegründet.

### Blütezeit in der 1. Amateurliga
Aus der ehemaligen Fußball- und Handball-Abteilung des alten VfL entstand dann ein neuer eigenständiger Verein mit dem Namen SV Friesenheim. Die Fußballabteilung wurde dabei in die Landesliga eingruppiert. In der Saison 1947/48, belegte man dort zwar noch den 11. Platz, eine Saison später war es dann aber schon der vierte Platz. In den darauf folgenden Saisons war immer eine Platzierung entweder im oberen Teil der Tabelle oder nahe am Abstieg drin. Nach der letzten Saison der Liga, qualifizierte der Verein sich mit dem vierten Platz für die neue eingleisige 1. Amateurliga Südwest. Ebenfalls 1951 wurde die Fußballabteilung vom SV Friesenheim herausgelöst und im VfR Friesenheim neugegründet. Nach der ersten Saison in der neuen Liga schaffte die Mannschaft dann sogar schon die Qualifikation für die Aufstiegsrunde zur II. Division, in der Gruppe Südwest reicht es am Ende dann aber nur für einen vierten Platz, der nicht für den Aufstieg berechtigte. In der Saison 1956/57 erreicht man in der Liga erstmals die Meisterschaft, nahm aber nicht an der Aufstiegsrunde teil, davon profitierte dann Hassia Bingen. Nach der Saison 1962/63 folgte dann der Abstieg in die 2. Amateurliga.

### Niedergang bis zur heutigen Zeit
1966 folgte dann der Abstieg in die A-Klasse Nord, in welcher der Verein bis zum Abstieg 1975 in die B-Klasse Ludwigshafen spielte. Im Jahr 1980 konnte man dann aber wieder den Aufstieg in die A-Klasse Nord feiern. Welchem aber 1984 schon wieder der Abstieg in die B-Klasse Ludwigshafen folgte. Wieder fünf Jahre später 1989 folgte erneut der Aufstieg in die A-Klasse Nord. 2008 stieg dann die Mannschaft in die Kreisliga A ab, in der Saison 2008/09 klappte dann aber der direkte Wiederaufstieg in die Bezirksklasse Nord. Nach der Saison 2012/13 ging es dann als drittplatzierter in die A-Klasse Rhein-Pfalz. Nach der Saison 2018/19 konnte sich für die Aufstiegsspiele zur Bezirksliga Vorderpfalz qualifiziert werden. Dort wurden jedoch alle Spiele verloren und die Tabelle ohne Punkte verlassen.

## Bekannte ehemalige Spieler
- Rudolf Kraft: Späterer Spieler in der Oberliga Südwest
- Christoph Sauter: Späterer Spieler u. a. beim 1. FC Nürnberg II und beim VfR Aalen